# Mireille Martin-Deschamps
Mireille Martin-Deschamps é uma matemática francesa, especilista em geometria algébrica. Foi presidente da Société Mathématique de France.

## Formação e carreira
Mireille Martin-Deschamps estudou na École normale supérieure de jeunes filles de 1965 a 1969, obtendo um doutorado em 1976 na Universidade Paris-Sul, orientada por Pierre Samuel. Foi pesquisadora do Centre national de la recherche scientifique (CNRS) de 1969 a 2003, quando tornou-se professora da [Universidade de Versalhes Saint Quentin en Yvelines]], onde aposentou-se em 2010, e a universidade apresentou um colóquio em memória de seu afastamento.
Foi presidente da Société Mathématique de France de 1998 a 2001.